# Mesoligia terminalis
Mesoligia terminalis là một loài bướm đêm trong họ Noctuidae.